# Eragrostis vernix
Eragrostis vernix är en gräsart som beskrevs av Boechat och Longhi-wagner. Eragrostis vernix ingår i släktet kärleksgrässläktet, och familjen gräs. Inga underarter finns listade i Catalogue of Life.